# Wüste Mark
Koordinaten: 52° 22′ 52″ N, 13° 9′ 45″ O

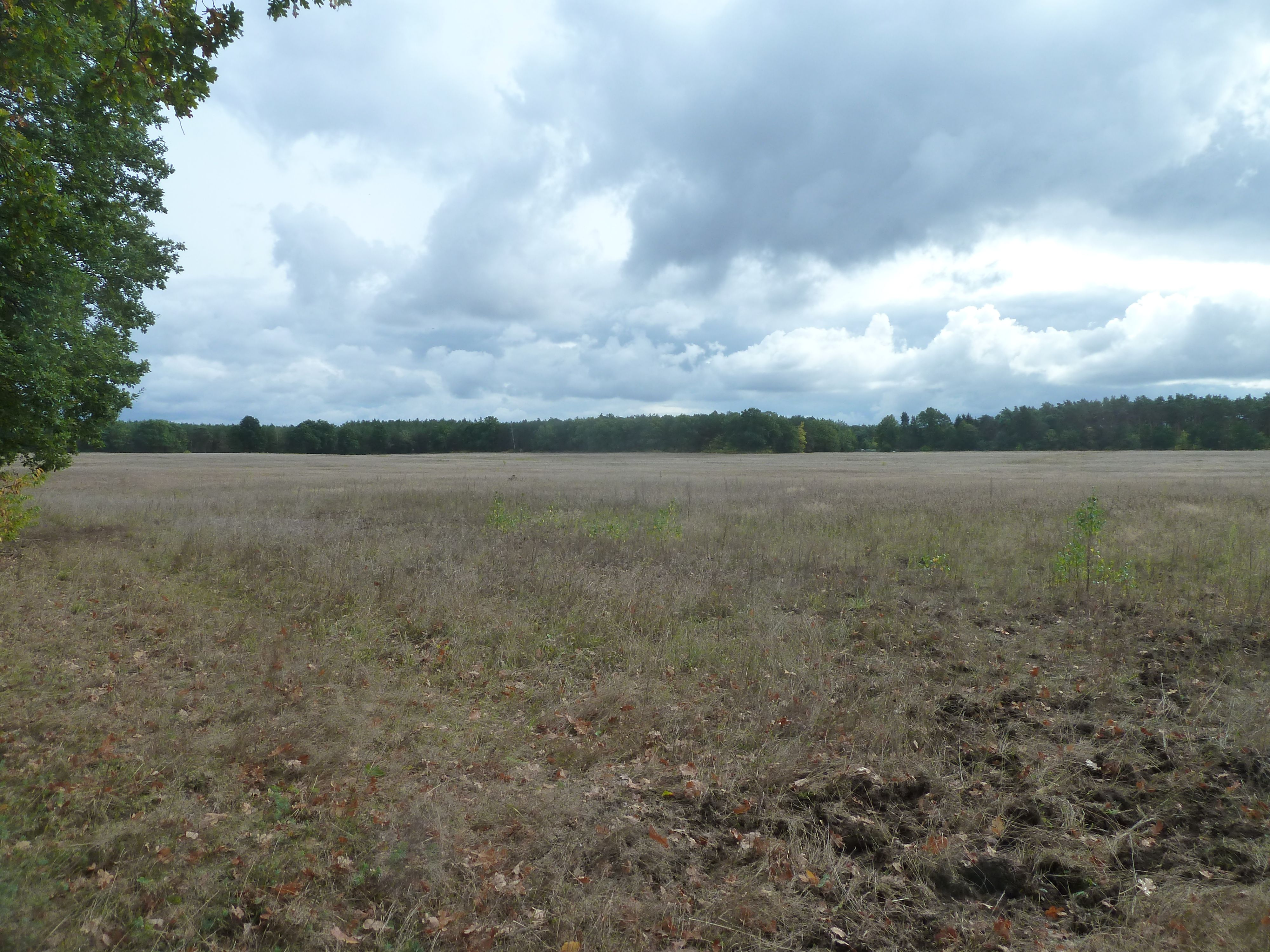
Wüste Mark, Blick von Südwesten

Wüste Mark, aus 100 m Höhe, 360°

Die Wüste Mark ist eine 21,83 Hektar große Ackerfläche in der Parforceheide in Brandenburg und gehört zur Gemeinde Stahnsdorf. Bis 1988 war sie eine Exklave West-Berlins in der DDR.

## Namensgebung
Der Name verweist auf eine Wüstung, also auf eine aufgegebene Siedlung. Die Benennung der Gerhardsdorfer Straße in Zehlendorf erfolgte unter Bezug auf einen Ort Gerhardsdorf, der sich im Mittelalter hier befunden haben soll. Andere Quellen berichten jedoch von einem Gerhardsdorf in Wüstemark (heute: Zeuthen), sodass – falls es keine Namensgleichheit gab – in einem der beiden Fälle eine Verwechslung vorliegen könnte.

## Geschichte
Durch Ankauf mit dem sogenannten „Dauerwaldvertrag“ gelangte die Wüste Mark 1915 in Berliner Besitz und wurde als Exklave verwaltungsrechtlich der Gemeinde Wannsee zugeschlagen. Diese wurde dann 1920 insgesamt per Groß-Berlin-Gesetz zum Teil des Berliner Bezirks Zehlendorf.
Besondere Bedeutung erlangte die Wüste Mark mit der deutschen Teilung, als sie bis zu einem Gebietsaustausch 1988 als  Exklave innerhalb der DDR zu West-Berlin gehörte. Im Gegensatz zur benachbarten Exklave Steinstücken war die Wüste Mark unbewohnt und nicht eingezäunt oder von der Berliner Mauer umgeben. Nur Grenzgebietsschilder kennzeichneten sie als verbotenes Gebiet.
Im Jahr 1959 wurde das Gebiet von dem Zehlendorfer Landwirt und Genealogen Hans Erich Wendt (* 22. August 1915 in Wallmow; † 27. Februar 1988 in Potsdam) gepachtet. Nach dem Mauerbau 1961 war damit zunächst Schluss, bis dem Landwirt 1965 durch die DDR-Regierung wieder Zugangsrecht zu seinem Feld eingeräumt wurde. Er bekam einen Sonderpassierschein der DDR-Behörden und durfte mit seinem Traktor über den Grenzübergang Dreilinden auf der Transitautobahn zu seinem Acker fahren. Seit dem Gebietsaustausch im Jahr 1988, bei dem West-Berlin unter anderem das Lenné-Dreieck erhielt, gehört die Fläche zu Stahnsdorf. Dieser Tausch erfolgte ohne Wendts Wissen, der kurze Zeit später bei einem Aufenthalt in Potsdam an einem Herzinfarkt verstarb.